# Parafia Narodzenia Najświętszej Maryi Panny w Sianowie
Parafia Narodzenia Najświętszej Maryi Panny w Sianowie – rzymskokatolicka parafia w Sianowie. Należy do dekanatu kartuskiego znajdującego się w diecezji pelplińskiej. Erygowana w 1869 roku.
Parafia obchodzi również odpust Matki Boskiej Szkaplerznej. Jej proboszczem jest ks. Mateusz Draszanowski. 

## Zasięg parafii
Do parafii należą wierni z następujących miejscowości: Cieszonko, Głusino, Kolonia, Pomieczyńska Huta, Sianowo, Sianowska Huta, Staniszewo i Stążki.